# 第一工業
第一工業株式会社（だいいちこうぎょう）は、静岡県浜松市に位置する家具や茶碗などを製造する什器製造企業。主に学校用の机や理科実験台などの什器類を手がける。2011年までは、SSロゴを使用していたが、2013年以降は、CR-形式になった。

## 事業所
- 本社 敷地:14,495m2	建物:10,437m2
- 豊岡工場 敷地:44,6652 建物:23,150m2
- 新平山工場 敷地:11,178m2 建物:4,694m2
- 富山工場 敷地:7,903m2 建物:3,475m2

## 主な製品

### 机
- 1000型机
- 1006型机
- 1039型机
- 1063型机
- 無形式机

### 椅子
- 1000型イス
- 1006型イス
- 1063型イス
- 無形式イス